# Kadene Vassell
Kadene Vassell (* 29. Januar 1989 in Morant Bay) ist eine niederländische Leichtathletin jamaikanischer Herkunft, die sich auf den Sprint spezialisiert hat. Ihren größten Erfolg feierte sie mit dem Gewinn der Silbermedaill in der 4-mal-100-Meter-Staffel bei den Europameisterschaften 2012 in Helsinki.

## Sportliche Laufbahn
Erste internationale Erfahrungen sammelte Kadene Vassell im Jahr 2007, als sie bei den Junioreneuropameisterschaften in Hengelo mit 25,49 s in der ersten Runde im 200-Meter-Lauf ausschied und mit der niederländischen 4-mal-100-Meter-Staffel im Finale disqualifiziert wurde. Im Jahr darauf verpasste sie bei den Juniorenweltmeisterschaften in Bydgoszcz mit 45,21 s den Finaleinzug mit der Staffel und 2009 schied sie bei den U23-Europameisterschaften in Kaunas mit 23,95 s in der Vorrunde über 200 Meter aus und kam auch mit der Staffel mit 45,61 s nicht über den Vorlauf hinaus. 2011 belegte sie bei den U23-Europameisterschaften in Ostrava in 23,61 s den vierten Platz über 200 Meter und schied im 100-Meter-Lauf mit 11,89 s im Halbfinale aus. Zudem gelangte sie im Staffelbewerb mit 44,61 s auf Rang fünf. Anschließend schied sie bei den Weltmeisterschaften in Daegu mit der Staffel mit 43,44 s im Vorlauf aus. Im Jahr darauf gewann sie bei den Europameisterschaften in Helsinki in 42,80 s gemeinsam mit Dafne Schippers, Eva Lubbers und Jamile Samuel die Silbermedaille hinter dem deutschen Team und klassierte sich anschließend bei den Olympischen Sommerspielen in London mit 42,70 s im Finale auf dem siebten Platz. 2013 schied sie mit der Staffel bei den Weltmeisterschaften in Moskau mit 43,26 s in der Vorrunde aus.
In den Jahren 2009 und 2010 wurde Vassell niederländische Meisterin im 200-Meter-Lauf im Freien sowie 2010 auch in der Halle.

## Persönliche Bestleistungen
- 100 Meter: 11,42 s (+1,5 m/s), 4. Juli 2013 in Lausanne
  - 60 Meter (Halle): 7,41 s, 3. Februar 2018 in Amsterdam
- 200 Meter: 23,49 s (−0,6 m/s), 2. Juni 2012 in Genf
  - 200 Meter: 23,78 s, 27. Januar 2013 in Gent